# Коцано (Парма)
Коцано је насеље у Италији у округу Парма, региону Емилија-Ромања.
Према процени из 2011. у насељу је живело 217 становника. Насеље се налази на надморској висини од 720 м.